# Llista d'espècies de terafòsids

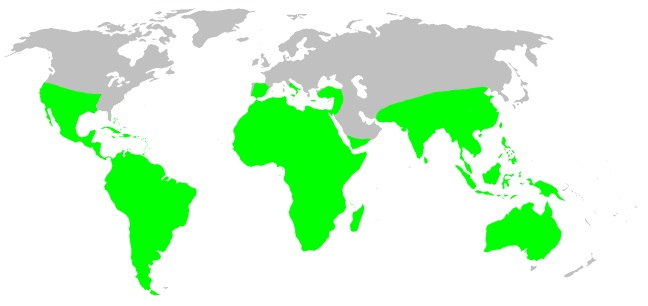
Distribució dels terafòsids

Aquesta és la llista d'espècies de terafòsids, una família d'aranyes migalomorfs que són conegudes amb el nom de taràntules. És un llistat amb la informació recollida fins al 21 de desembre de 2006.
Degut a l'extensió del llistat, amb gairebé 900 espècies, l'article s'ha dividit en dos parts d'una mida més assequible, seguint l'ordre alfabètic:
- Llista d'espècies de terafòsids (A-H)
- Llista d'espècies de terafòsids (I-Z)